# ダフネコンプレックス
ダフネコンプレックスとは、処女の男性恐怖を指す用語である。ギリシア神話の逸話が語源である。
エロースが弓矢で遊んでいたが、アポローンがそれを揶揄したため、エロースは黄金の矢（愛情を芽生えさせる矢）でアポローンを撃ち、鉛の矢（愛情を拒絶させる矢）でダプネー（ダフネ）を射、アポローンが求愛するがダプネーは逃げるという構図を作り出した。アポローンはダプネーを川まで追い詰めたが、ダプネーは父である河の神に月桂樹に変えてもらい、彼女は結局永遠に処女のままであったという。なお、彼女は女神アルテミス（ディアーナ／ダイアナ）に憧れていたとも言われる。
中学生や高校生など成長過程にある少女によく見受けられる、同じ性別の個人に対して強い好的な感情を抱くことに意味合いは近い。これに関しては、大抵は成長するにつれ自然消滅するため、あまり問題にはならないことが多い。